# Mary Moser
Mary Moser (27 octobre 1744 - 2 mai 1819) est une peintre anglaise du mouvement rococo et l'une des femmes artistes les plus célèbres de la Grande-Bretagne du xviiie siècle. Elle est l'une des deux seules femmes fondatrices de la Royal Academy en 1768. Elle a peint des portraits, mais elle est particulièrement connue pour ses représentations de fleurs.

## Biographie
Née à Londres, Mary Moser est formée par son père artiste d'origine suisse, l'émailleur George Michael Moser (en) (1706-1783) et ses talents se sont manifestés très tôt : elle a remporté sa première médaille de la Society of Arts à 14 ans et a régulièrement exposé des tableaux de fleurs et, à l'occasion, des peintures historiques à la Society of Artists of Great Britain. Cependant, dix ans plus tard, sa soif de reconnaissance professionnelle l'amène à se joindre à 35 autres artistes (dont son père) pour former la Royal Academy et, avec Angelica Kauffman, elle joue un rôle actif dans les procédures de cette organisation.

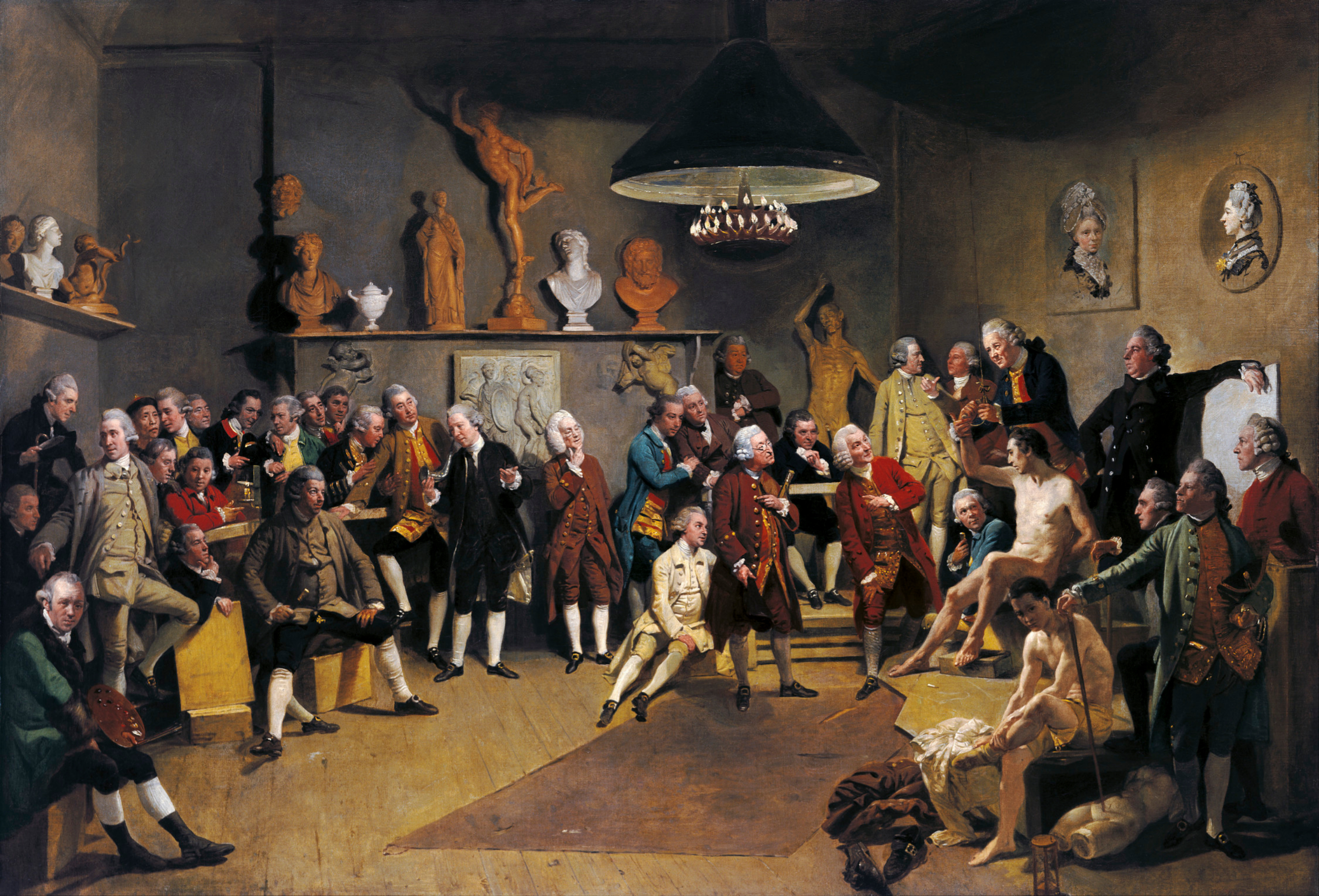
The Academicians of the Royal Academy : les portraits de Moser et Kauffman sont visibles en haut à droite.

Dans un portrait de groupe de Johan Zoffany, The Academicians of the Royal Academy (1771–72, Royal Collection, Londres), les membres sont rassemblés autour d'un modèle masculin nu à une époque où les femmes étaient exclues de cette formation afin de protéger leur pudeur. Afin que Moser et Kauffman puissent être incluses, Zoffany les a ajouté sous forme de portraits accrochés au mur.
Vers 1770, George Romney peint un portrait de Moser travaillant sur une nature morte, tableau qui a été acquis par la National Portrait Gallery (Londres) en 2003.
Dans les années 1790, Mary Moser reçoit une commande prestigieuse de la Reine Charlotte, pour laquelle elle a été payée plus de 900 £. Elle doit compléter un schéma décoratif floral pour une chambre à Frogmore House à Windsor, Berkshire. Cela s'avère être un de ses derniers travaux professionnels. Après son mariage avec le capitaine Hugh Lloyd le 23 octobre 1793, elle se retire et commence à exposer comme amatrice sous son nom de femme mariée. Elle continue à exposer à la Royal Academy jusqu'en 1802.
À cette époque, Mary Moser a une liaison ouverte avec Richard Cosway qui s'est ensuite séparé de son épouse Maria Cosway. Elle voyage avec lui pendant six mois lors d'une tournée de croquis en 1793. Ses carnets recèlent des "déclarations lascives" et "des comparaisons désobligeantes entre elle et Mme Cosway". Décédée à Upper Thornhaugh Street, à Londres, le 2 mai 1819, elle est enterrée aux côtés de son mari au cimetière de Kensington.

## Héritage
Après la mort de Mary Moser en 1819, aucune autre femme n'a été élue membre de l'Académie à part entière jusqu'à Dame Laura Knight en 1936.
L'une des peintures florales de Mary Moser illustre le livre Women Painters of the World, de 1905.

## Galerie

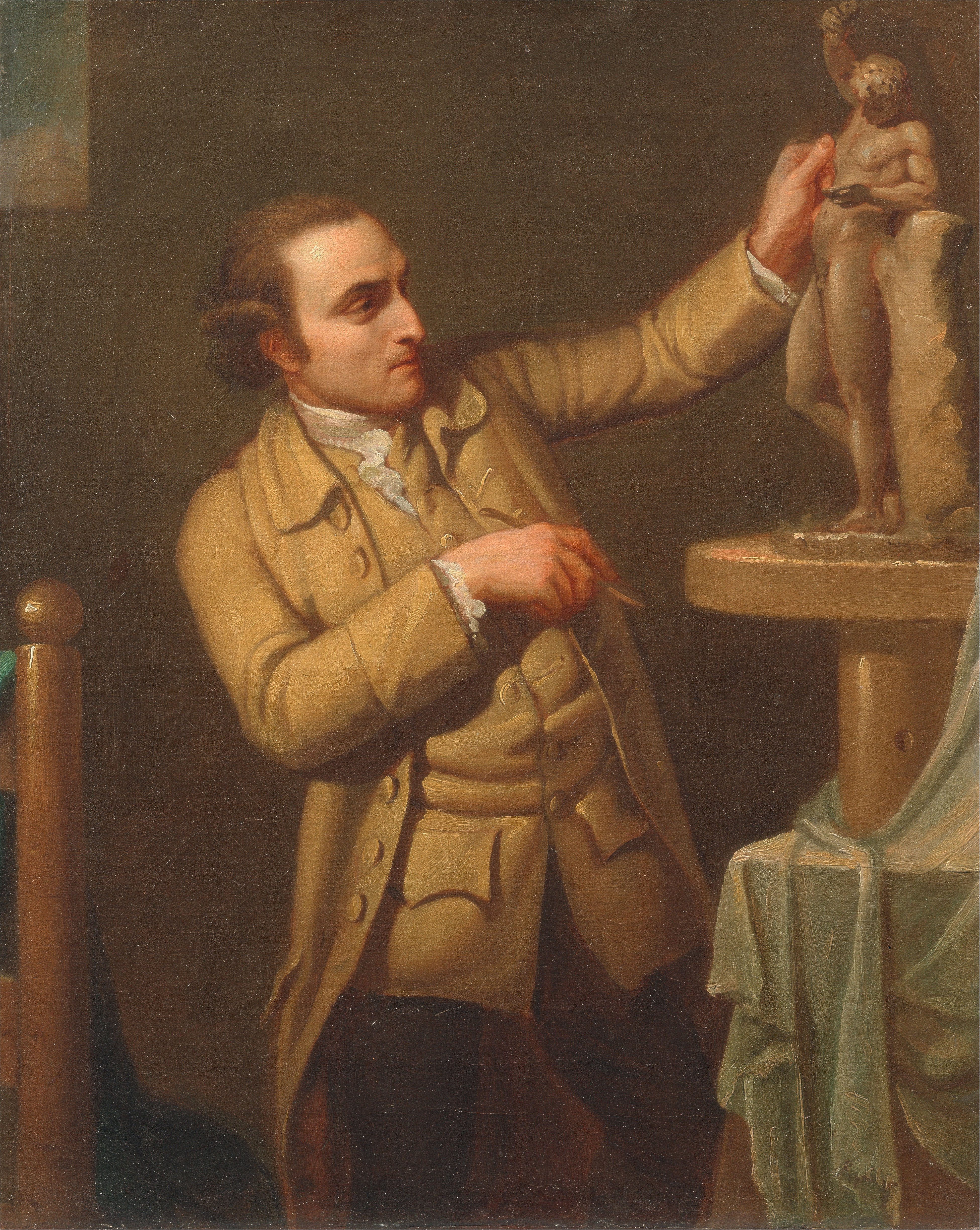
Portrait de Joseph Nollekens (1770)
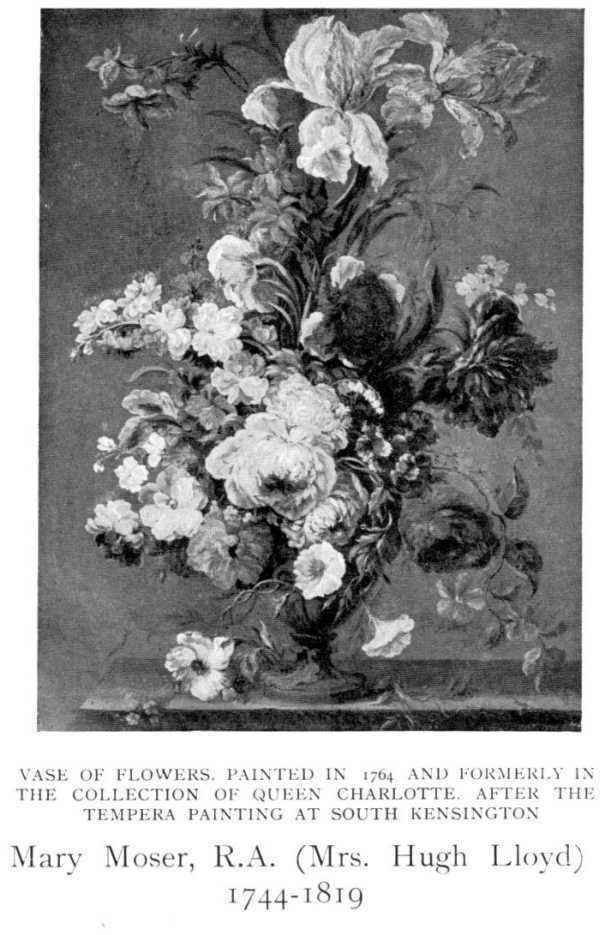
Vase de fleurs (1764)
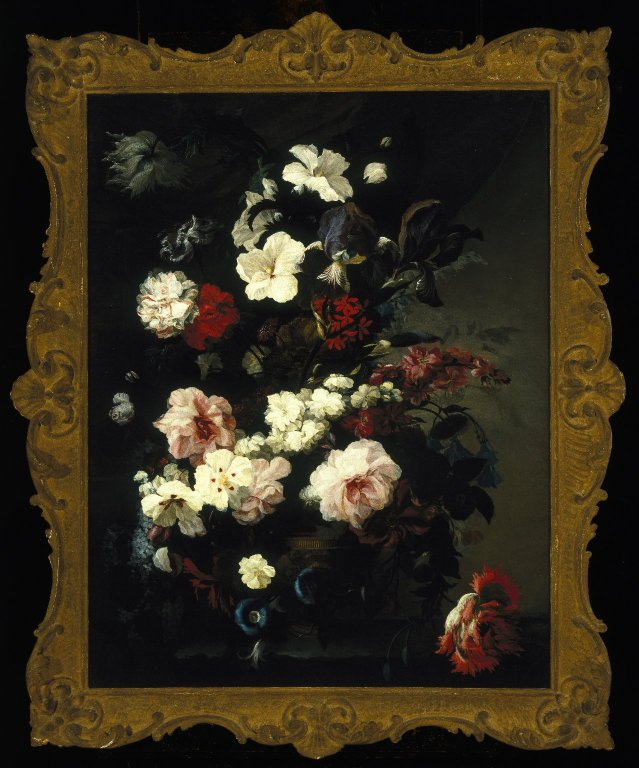
Jardinière de fleurs (vers 1780)